# Hiromi Suzuki
Hiromi Suzuki (鈴木 博美, Suzuki Hiromi), née le 6 décembre 1968 à Chiba, est une athlète japonaise, spécialiste du fond et du marathon.
Elle a représenté à deux reprises son pays aux Jeux olympiques en 1992 et en 1996. En 1997, à Athènes, elle devient championne du monde du marathon.

## Meilleurs temps
- 3 000 mètres — 9 min 21 s 92 (01/01/1987)
- 5 000 mètres — 15 min 30 s 43 (25/07/1999)
- 10 000 mètres — 31 min 19 s 40 (09/06/1996)
- Semi-marathon — 1 h 10 min 33 s (18/07/1999)
- Marathon — 2 h 26 min 27 s (28/01/1996)